# 葛家德
葛家德（1954年6月—），汉族，安徽合肥人，中华人民共和国国企高管。

## 生平
葛家德1975年加入中国共产党。1982年毕业于淮南矿业学院（现安徽理工大学）地质系煤田地质专业。历任37312部队战士，百善煤矿组织部副部长，皖北矿务局团委副书记，孟庄煤矿党委书记，刘桥二矿矿长，皖北矿务局改制办主任，皖北矿务局党委委员、副局长等职。1998年任皖北煤电集团有限责任公司党委委员、董事、副总经理。2003年任皖北煤电集团有限责任公司董事长、总经理、党委副书记。2008年任皖北煤电集团有限责任公司董事长、党委书记、总经理。2014年12月退休。2018年9月，因涉嫌严重违纪违法，接受安徽省纪委监委纪律审查和监察调查。
2019年2月，因严重违反党的纪律，并涉嫌犯罪，安徽省纪委监委决定给予葛家德开除党籍处分，并按规定取消其有关退休待遇，收缴其违纪所得。2019年4月，因涉嫌受贿罪、贪污罪、国有公司人员滥用职权罪，经安徽省人民检察院指定管辖，由芜湖市人民检察院向芜湖市中级人民法院提起公诉。